# Hecphora testator
Hecphora testator es una especie de escarabajo del género Hecphora. Solo se encuentra en África Occidental y Central, en algunos países como Senegal, Sudán, Nigeria, Costa de Marfil y Uganda.

## Descripción
Suele ser de color marrón rojizo, aunque puede variar a naranja. Es pequeña, mide aproximadamente 10-10,5 mm de longitud y cuenta con pelaje diminuto en los élitros, patas, antenas y otras partes del cuerpo. Uno de sus aspectos más llamativos son sus antenas o cuernos que son bastante extensos. La especie ataca a las plantaciones y variedad de plantas como Nauclea diderrichii, motivo por el cual se le considerada una plaga.